# Ierland op het Eurovisiesongfestival 2005
Ierland nam deel aan het Eurovisiesongfestival 2005 in Kiev, Oekraïne.
Het was de 38ste deelname van Ierland aan het festival.
De nationale omroep RTE was verantwoordelijk voor de bijdrage van Ierland voor 2005.

## Selectieprocedure
De Ierse nationale finale werd gehouden op 6 maart 2005 via het programma "You're a star" in Dublin en werd uitgezonden door de RTÉ.
Drie acts deden mee in de finale.
| Volgorde | Lied                 | Artiest         | Plaats |
| -------- | -------------------- | --------------- | ------ |
| 1        | "Will I Be Dreaming" | The Henry Girls | 3de    |
| 2        | "Love?"              | Donna & Joe     | 1ste   |
| 3        | "Pink Champagne"     | Jade            | 2de    |

## In Kiev
In de halve finale in Oekraïne moest Ierland aantreden als 22ste, na Bulgarije en voor Slovenië.
Op het einde van de avond bleek dat Ierland gedeelde 14de was geworden met een score van 53 punten, wat niet genoeg was om de finale te halen.
Men behaalde 1 keer het maximum van de punten.
Nederland en België hadden geen punten over voor deze inzending.

### Gekregen punten

#### Halve Finale
| 12 punten                    | 10 punten                         | 8 punten | 7 punten                    | 6 punten             |
| ---------------------------- | --------------------------------- | -------- | --------------------------- | -------------------- |
| - Verenigd Koninkrijk        | - Hongarije                       |          |                             |                      |
| 5 punten                     | 4 punten                          | 3 punten | 2 punten                    | 1 punt               |
| - Kroatië - Malta - Roemenië | - Bosnië en Herzegovina - Turkije |          | - Andorra - Estland - Polen | - Bulgarije - Cyprus |

### Punten gegeven door Ierland

#### Halve Finale
Punten gegeven in de halve finale:
| 12 punten | Denemarken  |
| 10 punten | Noorwegen   |
| 8 punten  | Roemenië    |
| 7 punten  | Israël      |
| 6 punten  | Letland     |
| 5 punten  | Litouwen    |
| 4 punten  | Nederland   |
| 3 punten  | Moldavië    |
| 2 punten  | Zwitserland |
| 1 punt    | Estland     |

#### Finale
Punten gegeven in de finale:
| 12 punten | Letland               |
| 10 punten | Malta                 |
| 8 punten  | Verenigd Koninkrijk   |
| 7 punten  | Denemarken            |
| 6 punten  | Israël                |
| 5 punten  | Roemenië              |
| 4 punten  | Noorwegen             |
| 3 punten  | Zwitserland           |
| 2 punten  | Griekenland           |
| 1 punt    | Bosnië en Herzegovina |

1965 · 1966 · 1967 · 1968 · 1969 · 1970 · 1971 · 1972 · 1973 · 1974 · 1975 · 1976 · 1977 · 1978 · 1979 · 1980 · 1981 · 1982 · 1983 · 1984 · 1985 · 1986 · 1987 · 1988 · 1989 · 1990 · 1991 · 1992 · 1993 · 1994 · 1995 · 1996 · 1997 · 1998 · 1999 · 2000 · 2001 · 2002 · 2003 · 2004 · 2005 · 2006 · 2007 · 2008 · 2009 · 2010 · 2011 · 2012 · 2013 · 2014 · 2015 · 2016 · 2017 · 2018 · 2019 · 2020 · 2021 · 2022 · 2023 · 2024 · 2025